# لييج-باستون-لييج 1989
لييج-باستون-لييج 1989 (بالفرنسية: Liège-Bastogne-Liège 1989)‏ هو سباق دراجات هوائية، وهو الموسم الخامس والسبعين من لييج-باستون-لييج، وأقيم في 16 أبريل 1989 ضمن سباقات كأس العالم لسباق الدراجات على الطريق 1989 ‏، وشارك فيه  188 متسابقاً ووصل إلى نهايته  118 متسابقاً.
فاز بالمركز الأول شون كيلي، وبالمركز الثاني Fabrice Philipot ‏، وبالمركز الثالث فيل أندرسون.

## الفرق
| فرق دراجات محترفة (25)- PDM (cycling team) ‏ - La Vie Claire ‏ - TVM (cycling team) ‏ - Reynolds - Lotto-Vlaanderen-Jong-Mbk-Merckx - Système U (cycling team) ‏ - Panasonic (cycling team) ‏ - Crédit Agricole (cycling team) ‏ - Chateau d'Ax (cycling team) ‏ - Fagor (cycling team, 1985–1989) ‏ - Del Tongo (cycling team) ‏ - Atala (cycling team) ‏ - AD Renting (cycling team) ‏ - Carrera (cycling team) ‏ - Helvetia–La Suisse ‏ - Weinmann (cycling team) ‏ - Superconfex - اسبلندور ‏ - Artiach (cycling team) ‏ - Histor–Sigma ‏ - 7-Eleven (cycling team) ‏ - RMO (cycling team) ‏ - Frank–Toyo ‏ - Collstrop (cycling team) ‏ - Ariostea (cycling team) ‏ |  |
| |  |

## التصنيف العام النهائي
| التصنيف العام | التصنيف العام | التصنيف العام       | التصنيف العام | التصنيف العام |
| العداء        | العداء        | الفريق              | الوقت         |               |
| ------------- | ------------- | ------------------- | ------------- | ------------- |
| 1             | شون كيلي      | PDM-Ultima-Concorde | 6 س 11 د 17 ث |               |
|               |               |                     |               |               |
|               |               |                     |               |               |